# Invasion galactique
Invasion galactique est un roman de science-fiction, traduction francophone de Supermind de A. E. van Vogt (Canada). Le roman en langue anglaise est publié en 1977 aux États-Unis chez DAW Books, sa traduction en français par France-Marie Watkins sortant l'année suivante.

## Résumé
Le roman est la chronique de trois événements qui se succèdent.
Une espèce extraterrestre très évoluée effectue une intervention policière dans le système solaire pour mettre fin aux activités meurtrières d'un groupe de vampires. Un journaliste s'impliquera et verra sa vie changer du tout au tout. Peu après, un simple conducteur de transport spatial éprouve des changements radicaux dans son corps et son esprit. Deviendra-t-il un extraterrestre très évolué ?
Finalement, un savant tente d'amener des humains ordinaires à un stade d'évolution nettement plus avancé. Son programme sera peut-être couronné de succès.

## Publications
- A. E. van Vogt, Invasion galactique, Éditions J'ai lu, no 813, 1978, traduction de France-Marie Watkins, collection Science-Fiction  (ISBN 2-277-11813-3).